# Nikon DX-formaat
Het Nikon DX-formaat is een sensorformaat voor digitale Nikon-spiegelreflexcamera's.
Het DX-formaat werd geïntroduceerd met de Nikon D1 in 1999. Het is met ongeveer 23,7 × 15,6 mm kleiner dan het 35mm-kleinbeeldformaat en verschilt ook van de formaten die tot dan gebruikt werden bij de digitale SLR-camera's. Het wordt vaak (enigszins onnauwkeurig) aangeduid als het APS-C-formaat. Door het ten opzichte van kleinbeeld verkleinde formaat, is er een cropfactor aan de orde. Deze is voor het Nikon DX-formaat ongeveer 1,5. Ter vergelijking: bij het iets kleinere APS-C-formaat van de sensors in een aantal digitale SLR-camera's van Canon is de cropfactor ongeveer 1,6. Omdat sommige van de gebruikte sensoren ook worden ook gebruikt in digitale camera's van Pentax, Konica Minolta en Sony, is het DX-formaat als standaard ontwikkeld door deze producenten. Alleen Nikon gebruikt echter de term DX-formaat. 
Als eerste fabrikant introduceerde Nikon in 2002 speciale Nikon-objectieven voor de kleinere sensorgrootte, de DX Nikkor-objectieven. Deze zijn ontworpen voor de kleinere beeldcirkel van het DX-formaat en tonen bij gebruik op kleinbeeldcamera's meestal aanzienlijke vignettering.